# Ronald Cross
Ronald Hibbert Cross (ur. 9 maja 1896 w Pendleton, zm. 3 czerwca 1968 w Londynie) – brytyjski polityk i dyplomata, członek Partii Konserwatywnej. W latach 1931–1945 i ponownie 1950–1951 poseł do Izby Gmin, od 1941 do 1945 wysoki komisarz Wielkiej Brytanii w Australii, zaś w latach 1951-1958 gubernator Tasmanii.  

## Życiorys

### Młodość i okres międzywojenny
Pochodził z zamożnej rodziny przemysłowców, działającej w branży tekstylnej. Ukończył Eton College, a następnie podjął pracę w bankowości. W czasie I wojny światowej służył zarówno w wojskach lądowych, jak i w raczkującym jeszcze lotnictwie. W 1931 rozpoczął karierę polityczną, z powodzeniem ubiegając się, jako kandydat Partii Konserwatywnej, o mandat poselski w okręgu wyborczym Rossendale. W 1935 został jednym z whipów, zaś w 1937 młodszym lordem skarbu. W latach 1937–1938 zajmował stanowisko wiceszambelana dworu królewskiego, a od 1938 do 1939 był wiceministrem handlu w randze sekretarza parlamentarnego.

### II wojna światowa
Natychmiast po przystąpieniu Wielkiej Brytanii do II wojny światowej został mianowany ministrem ds. wojny ekonomicznej, z zadaniem doprowadzenia do maksymalnej izolacji Niemiec w międzynarodowych stosunkach gospodarczych. Od czerwca 1940 był ministrem ds. żeglugi, ale stracił ten urząd w maju 1941, w dużej mierze za sprawą niekorzystnych ocen jego urzędowania formułowanych w prasie. W tym samym roku został wysokim komisarzem (ambasadorem) Wielkiej Brytanii w Australii, gdzie jego bardzo mocno antykomunistyczne czy w ogóle antylewicowe poglądy szybko doprowadziły do konfliktu ze środowiskiem tradycyjnie silnych w Australii związków zawodowych. Cross próbował łączyć obowiązki dyplomatyczne w Australii z dalszym pełnieniem mandatu parlamentarnego w Wielkiej Brytanii, ale było to bardzo trudne ze względów logistycznych. W efekcie w 1945 nie uzyskał kolejnej reelekcji, zaś jeszcze w tym samym roku nowy rząd pod wodzą Clementa Attleego postanowił odwołać go również z placówki w Canberze. Również w 1945 otrzymał tytuł baroneta, co pozwoliło mu dopisywać przed nazwiskiem tytuł Sir.

### Lata powojenne
Po powrocie do Londynu przeszedł do sektora prywatnego i stanął na czele tamtejszego oddziału jednej z australijskich firm. W lutym 1950 udało mu się uzyskać ponowny wybór do Izby Gmin, tym razem kandydując w okręgu wyborczym Ormskirk. Nieco ponad rok później zrzekł się jednak mandatu, aby powrócić do Australii i objąć bardzo prestiżowe, choć w dużej mierze ceremonialne, stanowisko gubernatora Tasmanii. Pełnił ten urząd do 1958, po czym przeszedł na emeryturę, którą postanowił spędzić w Anglii. Zmarł w wieku 72 lat.

## Odznaczenia
- Królewski Order Wiktoriański klasy Rycerz Komandor (KCVO, 1954)[1]
- Order św. Michała i św. Jerzego klasy Rycerz Komandor (KCMG, 1955)[1]